# جيادا بلان
جيادا بلان (من مواليد 19 أكتوبر 1973) هي سباحة إيطالية متزامنة سابقة شاركت في الألعاب الأولمبية الصيفية لعام 1996 وفي الألعاب الأولمبية الصيفية لعام 2000.